# Inspektorat Północno-Zachodni Okręgu Lwów Armii Krajowej
Inspektorat Północno-Zachodni Okręgu Lwów Armii Krajowej – terenowa struktura Okręgu Lwów Armii Krajowej.
Powstał w sierpniu 1942 jako Samodzielny Obwód Rawa Ruska-Żółkiew.

## Dowódcy (inspektorzy)
- por. Tadeusz Cygan „Strzygniew”.

## Obwody inspektoratu
Struktura organizacyjna podana za Atlas polskiego podziemia niepodległościowego:
- Obwód Lubaczów Armii Krajowej
- Obwód Rawa Ruska Armii Krajowej
- Obwód Żółkiew Armii Krajowej